# Ilmarinen Patera
L'Ilmarinen Patera è una struttura geologica della superficie di Io.